# دیانو دآلبا
دیانو دآلبا (به ایتالیایی: Diano d'Alba) یک کومونه در ایتالیا است که در استان کونیو واقع شده‌است.

## خصوصیات
دیانو دآلبا ۱۷٫۷ کیلومترمربع مساحت و ۳٬۲۲۵ نفر جمعیت دارد و ۴۹۶ متر بالاتر از سطح دریا واقع شده‌است.

## خواهرخوانده
شهرهای دیانو مارینا، Néoules و دولنیا دل کولیو خواهرخوانده‌های دیانو دآلبا هستند.